# Kirderanna
Koordinaten: 58° 37′ N, 22° 52′ O

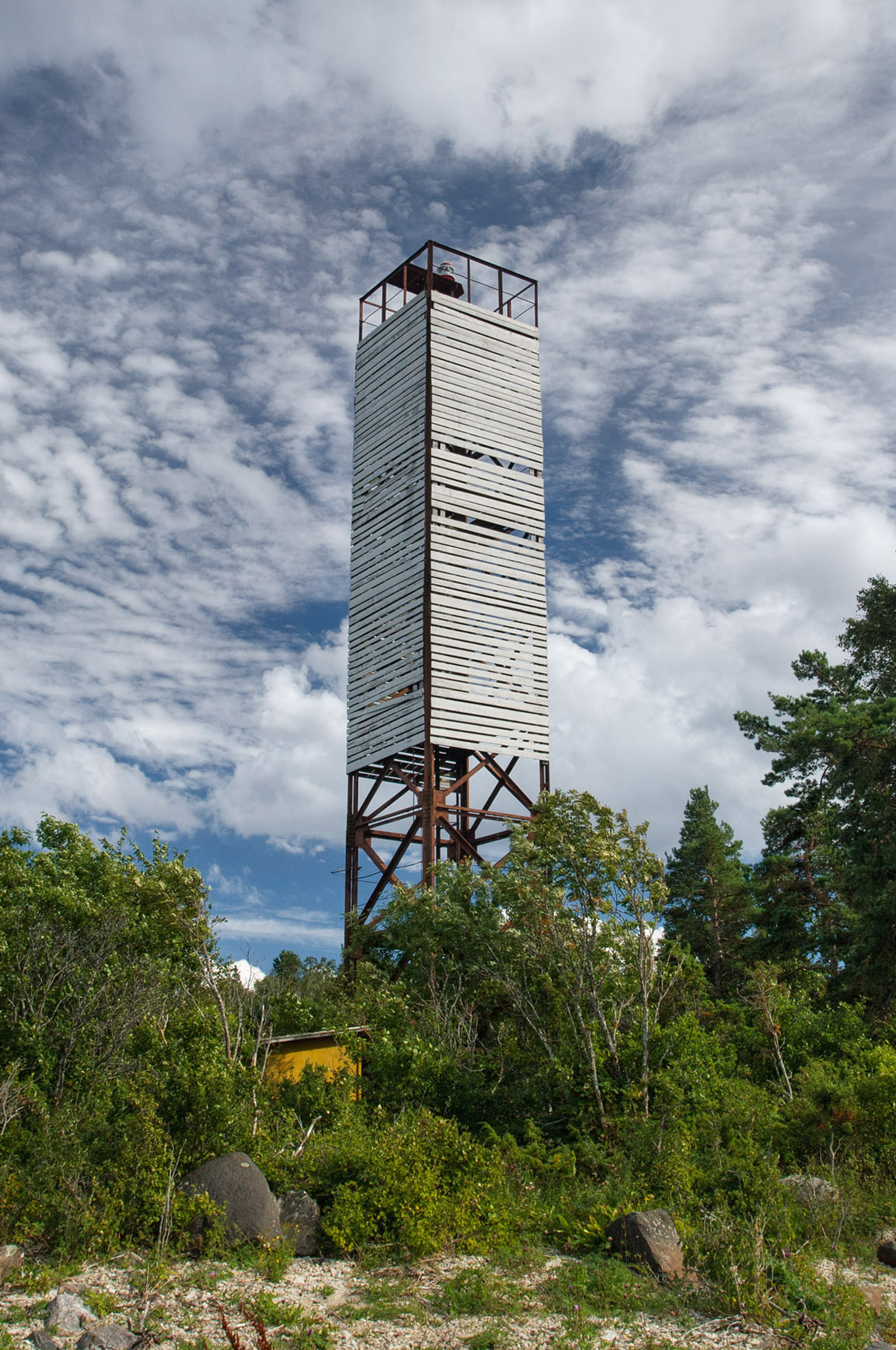
Bake bei Kirderanna

Kirderanna (deutsch Rannaküll) ist ein Dorf (estnisch küla) auf der größten estnischen Insel Saaremaa. Es gehört zur Landgemeinde Saaremaa (bis 2017: Landgemeinde Orissaare) im Kreis Saare. Bis zur Neugründung der Landgemeinde Saaremaa hieß der Ort „Rannaküla“ und wurde umbenannt, um sich von Rannaküla zu unterscheiden, da beide nun in derselben Landgemeinde liegen.
Das Dorf hat zwei Einwohner (Stand 31. Dezember 2011). Es liegt direkt an der Ostsee.

## Seezeichen
1954 wurde auf der Landzunge Pitkana nukk ein Bake errichtet. Die Konstruktion aus Metall ist sechzehn Meter hoch.